# Lijst van televisiezenders
Dit is een lijst van televisiezenders, verdeeld per land.

## Andorra
- ATV

## Brazilië
- TV Globo
- RecordTV
- Sistema Brasileiro de Televisão
- Rede Bandeirantes
- RedeTV!
- TV Cultura
- TV Gazeta
- Record News

## Bulgarije
- TVN

## China
- CGTN

## Caribisch deel van het Koninkrijk der Nederlanden
- TeleAruba
- TeleCuraçao
- RTV-7

## Duitsland

### Publiek
- Das Erste
- ZDF
- KiKA
- Phoenix
- 3sat
- ARTE
- Deutsche Welle
- tagesschau24
- Euronews (Pan-Europees)
- ZDFneo
- ZDFinfo

### Commercieel
- Kabel eins
- SAT.1
- SAT.1 Gold
- RTL Television
- RTL Nitro
- RTL II
- Tele 5
- ProSieben
- ProSieben MAXX
- VOX
- Super RTL
- Eurosport (pan-Europees)
- VIVA
- MTV Germany
- n-tv
- N24
- Bloomberg TV Deutschland
- Sport.1
- Nickelodeon
- Comedy Central Deutschland
- TV Travel Shop Deutschland
- Sonnenklar TV
- HSE24
- QVC D
- Channel 21
- NBC D
- CNBC D
- 123 TV
- Astro-TV
- Activi
- Amio TV
- Bahn TV
- Bibel TV
- K-TV
- Raze TV
- RNFplus
- Traumpartner TV
- Trend Pro TV
- TV 6
- tv gusto
- T.TV (Pan-Europees)
- Deutsches Musik Fernsehen
- DMAX
- Joiz Germany
- nicknight
- sixx
- ServusTV
- XITE

### Regionaal
- NDR (Norddeutsche Rundfunk)
- SR (Saarländischer Rundfunk)
- SWR (Südwestdeutsche Rundfunk)
- WDR (Westdeutsche Rundfunk)
- MDR (Mitteldeutscher Rundfunk)
- RBB (Rundfunk Berlin-Brandenburg)
- HR (Hessische Rundfunk)
- BR (Bayerischer Rundfunk)
- ARD-Alpha (ARD-alpha)
- RB (Radio Bremen)

### Lokaal
- Franken Sat
- Hamburg 1
- Lokal SAT
- Rhein Main TV
- TV Berlin
- Alex Berlin

## Filipijnen
- ABS-CBN
- GMA Network
- TV5

## Indonesië

### Publiek
- GTV
- Indosiar
- iNews
- MNC TV
- RCTI
- SCTV
- Trans 7
- Trans TV
- TvOne

### Commercieel

#### Nu
- Animax
- Aniplus
- Arirang TV
- AXN
- Boomerang
- Cartoon Network
- Da Ai TV
- Disney Channel
- Disney Junior
- DreamWorks Channel
- Gem
- HOREE!!
- K+
- KBS World
- Nickelodeon
- One
- Prambors
- Spacetoon

#### Gesloten
- Oh!K
- SBS-In (het televisiekanaal werd op 31 december 2019 gesloten en op 1 augustus 2020 overgeschakeld naar One-kanaal nadat het weer was samengevoegd met de hoofdversie)
- Toonami (het televisiekanaal werd in 2017 gesloten en vervangen door het Boomerang-kanaal)

## Italië

### Publiek
- Rai Uno
- Rai Due
- Rai Tre
- Rai 4
- Rai 5

### Commercieel
- All Music
- Canale 5
- Italia 1
- La 7
- MTV Italia
- Rete 4
- RTL102.5
- Boing
- Iris
- Rai movies
- Rai sport1
- Rai sport2

## Japan
- Nippon Hōsō Kyōkai (NHK) - Tokio
- Nippon Televisie (NTV)- Tokio
- Tokyo Broadcasting System (TBS) - Tokio
- Fuji Televisie (CX) - Tokio

## Luxemburg
- RTL Télé Lëtzebuerg
- Den 2. RTL
- RTL 9
- D' Chamber en Direct
- Nordliicht TV
- T.TV (Pan-Europees)

## Maleisië

### Commercieel

#### Nu
- Animax
- Aniplus
- Arirang TV
- Boomerang
- Cartoon Network
- Gem
- K+
- KBS World
- Nickelodeon
- Oh!K
- One

#### Gesloten
- Toonami (het televisiekanaal werd in 2017 gesloten en vervangen door het Boomerang-kanaal)

## Marokko

### Publiek (van de publieke omroepSNRT)
- TVM (een familiezender)
- Arriadya (een sportzender, vergelijkbaar met Eurosport)
- Arrabia (een educatieve zender, vergelijkbaar met Discovery Channel)
- Al Maghrebia (een zender met het beste van TVM en 2M TV.)
- Assadissa (een religieuze zender)

### Commercieel
- 2M TV (een familiezender, is ook de best bekeken zender van Marokko.)
- Médi 1 Sat (een nieuwszender, die vanuit Tanger uitzendt.(Pan-Maghrebijns)

## Nederland

### Nationaal

#### Publiek
De volgende zenders zijn verkrijgbaar via de kabel (analoog en digitaal), de satellietschotel (CanalDigitaal), de digitale ether (DVB-T, ook bekend als Digitenne van KPN, zonder dat een smartcard nodig is) en via IPTV (Tele2 en KPN)
- NPO 1
- NPO 2
- NPO 3 / Zapp / Zappelin

Extra:
- NPO 1 Extra
- NPO 2 Extra
- NPO Politiek en Nieuws
- BVN

#### Commercieel
De volgende zenders zijn over het algemeen verkrijgbaar via de digitale kabel (Ziggo, Caiway), de satellietschotel (Canal Digitaal, Joyne), digitale ether (KPN Digitenne), en IPTV (KPN, Tele2).

##### RTL
- RTL 4
- RTL 5
- RTL 7
- RTL 8
- RTL Z

Extra
- RTL Crime
- RTL Lounge
- RTL Telekids

##### Talpa
- SBS6
- Net5
- Veronica
- SBS9
- Viaplay TV (in samenwerking met Viaplay)

Extra:
- TV 538

##### Paramount Global
- Comedy Central
- MTV Nederland
- Nickelodeon
- Paramount Network Nederland

Extra:
- MTV Live HD
- MTV 80s
- Nick Jr.
- Nick Music
- Nicktoons
- MTV 00s
- MTV 90s

##### Discovery
- Discovery
- Eurosport 1
- TLC

Extra:
- Animal Planet
- Discovery Science
- Discovery World
- Eurosport 2
- Investigation Discovery

##### Disney
Disney Channels Benelux: 
- Disney Channel
- Disney XD

Fox:
- 24Kitchen
- STAR Channel (51%)
- National Geographic (73%)

Extra:
- BabyTV
- Fox Sports (51%)
- National Geographic Wild (73%)

A&E:
- Crime & Investigation (25%)
- History (25%)

##### AMC
- CBS Reality (50%)
- Extreme Sports Channel
- ShortsTV (25%)

##### Warner
- Boomerang
- Cartoon Network
- CNN

##### VodafoneZiggo
- Ziggo Sport
- Ziggo Sport Totaal
- Ziggo TV

##### NBC
- CNBC Europe
- DreamWorks Channel
- E!
- Euronews (25%)
- Sky News

##### BBC Studios
- BBC Entertainment
- BBC First
- BBC World News

##### Stingray
- Stingray Classica
- Stingray Djazz
- Stingray iConcerts
- Stingray Lite TV

##### MuziekKiosk
- Nashville TV
- SchlagerTV
- TV Oranje

##### Overig
- 100% NL TV
- 192TV
- DanceTelevision
- Family7
- Film1
- Horse & Country TV
- Iedereen Live
- Love Nature
- ONS
- OUTtv
- Pebble TV
- Slam!TV
- Tommy TV
- XITE

##### Erotiek
- Penthouse
- PassieXXX
- Evil Angel
- Dusk
- Meiden van Holland Hard
- Secret Circle
- X-MO

#### Opgeheven
- RTL-Véronique (nu RTL 4)
- Veronica (1995-2001) (later Yorin, nu RTL 7)
- Talpa (later Tien (nu RTL 8), deelde kanaal met Nickelodeon)
- TV10 Gold (later TV10), later Fox, later Fox 8, later Fox, later V8, nu Veronica)
- Fox Kids (later Jetix, nu Disney XD (Nederland))
- Veronica (2002-2003) (gehuurde avondprogrammering op Kindernet/Nickelodeon na geschil door Nickelodeon overgenomen)
- The Box (nu Comedy Central)
- TMF6 (later TMF9), (later TMF)
- Sportnet (Pan-Europees) (opgegaan in Eurosport)
- Sport 7
- VTV
- Euro7
- FilmNet (later Canal+ Rood, later Film1)
- FilmNet 2 (later Canal+ Blauw, later Film1)
- SuperSport, later Sport1, opgevolgd door Ziggo Sport Totaal
- GoedTV
- Adventure One (Overgenomen, heet nu National Geographic Wild)
- Discovery Travel & Living
- Disney Junior
- Nederland 24
  - NPO 101 (BNN, VARA, e.a.)
  - NPO Best (alle omroepen met A-Status)
  - NPO Cultura (NTR, AVRO, e.a.)
  - NPO Doc (VPRO)
  - NPO Humor TV (VARA)
  - NPO Spirit (alle religieuze omroepen)
  - Sterren 24 (TROS)
  - NPO Zappelin Extra
  - NPO Nieuws (NOS)
- Turner Classic Movies
- TMF
- TMF NL
- TMF Party
- TMF Pure
- Travel Channel
- MGM Television, opgevolgd door AMC, inmiddels ook opgeheven
- 13th Street
- Syfy Universal
- Garuda TV
- Cinenova
- Cinenova 2
- Clear TV
- Het Voetbalkanaal (opgegaan in Het Sportkanaal)
- Het Sportkanaal (opgegaan in Sport1)
- Canal+ Geel (opgegaan in Film1)
- Tel Sell
- MisdaadNet
- Spike
- Comedy Central Extra
- Comedy Central Family

### Regionaal
De beschikbaarheid van de volgende zenders is sterk afhankelijk van aanbieder en woonlocatie.
Veel regionale televisiezenders zijn tegenwoordig gratis online via internet te bekijken. Dit kan op hun websites of op websites die verzamelingen van televisie & radiostreams bijhouden.

#### Publiek
- L1
- NH
- Omroep Brabant
- Omroep Flevoland
- Omroep Gelderland
- Omroep West
- Omroep Zeeland
- Omrop Fryslân
- RTV Drenthe
- RTV Noord
- RTV Oost
- RTV Rijnmond
- RTV Utrecht

#### Commercieel
- Focuz TV
- Kanaal 13
- CTV Zeeland
- Regio22
- RTV10
- GPTV
- Podium.TV
- TV Limburg
- TV&Co
- Infothuis
- Cleartv
- TVOase
- TV Ellef
- TV73

#### Status apart lokaal/regionaal
- AT5
- 1Almere

#### Opgeheven (regionaal)
- Graafschap TV (heet nu Focuz TV)
- Gelre TV (heet nu Focuz TV)
- ENJOY TV
- ZHTV
- RegioNet (opgegaan in R.O.B.TV.)
- R.O.B.TV (opgegaan in Enjoy TV)
- RNN7
- Tilburg TV (opgegaan in RegioTV)
- Regio TV
- Royaal TV (opgegaan in RTV10)

## Oostenrijk
- ORF
- Austria Television
- Puls 4
- Austria 9
- gotv
- TW1
- Servus TV
- K-TV
- Innsat.TV (Innviertel)
- Tirol TV (Tirol)
- Ländle TV (Vorarlberg)

## Rusland

### Publiek
- RT (Engels, Spaans, Arabisch en Russisch)
- Pervyj kanal
- NTV
- Rusland-1
- Koeltoera

### Commercieel
- Ren TV
- RTVi
- STS
- TNT

## Singapore

### Commercieel

#### Nu
- Animax
- Aniplus
- Arirang TV
- Boomerang
- Cartoon Network
- Gem
- K+
- KBS World
- Nickelodeon
- Oh!K
- One

#### Gesloten
- Toonami (het televisiekanaal werd in 2017 gesloten en vervangen door het Boomerang-kanaal)

## Thailand
- Channel 3
- Channel 5
- Channel 7
- Channel 8
- GMM 25
- MCOT HD
- Mono 29
- National Broadcasting Services of Thailand
- One 31
- Thai PBS
- True4U
- Workpoint TV

## Turkije

### Publiek
- TRT 1
- TRT 2
- TRT 3
- TRT World
- TRT Haber
- TRT Spor
- TRT Spor Yıldız
- TRT Avaz
- TRT Çocuk
- TRT Belgesel
- TRT Müzik
- TRT Türk
- TRT Kurdî
- TRT Arabi
- TRT 4K
- TRT EBA TV
- TBMM TV

### Commercieel
- 24 TV
- 360
- a Haber
- a News
- a Para
- atv
- BBNTürk
- Bengütürk
- Beyaz TV
- Bloomberg HT
- CNBC-e
- CNN Türk
- Cartoon Network
- Cem TV
- Discovery Channel
- Ekotürk TV
- Euro D
- EuroStar
- FOX
- Haber Global
- Habertürk
- Halk TV
- KRT
- Kanal 7
- Kanal B
- Kanal D
- Kral TV
- NTV
- PowerTürk TV
- Show TV
- Star TV
- TGRT Haber
- TV100
- TV8
- TV8,5
- TVNET
- Tele1
- Ulusal Kanal
- Uçankuş TV
- Ülke TV

## Verenigd Koninkrijk

### Publiek
- BBC One
- BBC Two
- BBC Three
- BBC Four / Cbeebies
- BBC Entertainment
- BBC News
- CBBC

### Commercieel
- ITV
- ITV2
- ITV3
- ITV4
- Channel 4
- Five (voorheen bekend als Channel 5)
- SkyOne
- Islam Channel
- Horse & Country TV

## Zuid-Korea
- KBS
- MBC
- EBS
- SBS
- JTBC
- MBN
- TV Chosun
- Channel A
- YTN
- News Y
- tvN
- Mnet

## Zuid-Afrika
- SABC 1
- SABC 2
- SABC 3
- Etv

En satelliet-TV - zie: DStv

## Internationaal/neutraal
- Internacia Televido
- MTA
- VICELAND
- MyZen TV